# Coccidiphaga nitidula
Coccidiphaga nitidula là một loài bướm đêm trong họ Noctuidae.